# Zapotal 3.ª Sección (El Corchal)
Zapotal 3.ª Sección (El Corchal) es una localidad del municipio de Huimanguillo ubicado en la subregión de la Chontalpa del estado mexicano de Tabasco.

## Geografía
La localidad de Zapotal 3.ª Sección (El Corchal) se sitúa en las coordenadas geográficas 18°02′54″N 93°44′02″O / 18.048333, -93.733889, a una elevación de 12 metros sobre el nivel del mar.

## Demografía
Según el Conteo de Población y Vivienda 2020, efectuado por el Instituto Nacional de Estadística y Geografía, la localidad de Zapotal 3.ª Sección (El Corchal) tiene 380 habitantes, de los cuales 182 son del sexo masculino y 198 del sexo femenino. Su tasa de fecundidad es de 2.8 hijos por mujer y tiene 101 viviendas particulares habitadas.
| Gráfica de evolución demográfica de Zapotal 3.ª Sección (El Corchal) entre 1990 y 2020 |
|                                                                                        |
| INEGI.                                                                                 |